# Сидра (река)
Сидра, в верховьях — Люли, — река в России, протекает по Карелии. Длина реки составляет 43 км, площадь водосборного бассейна 195 км².
Исток — озеро Шаи в Муезерском районе на высоте 213,6 метра над уровнем моря. Протекает через елово-сосновый лес, озеро Люли, принимает правый приток из озера Кало, левый — из озёр Илун, Ропен, Коеярви и Хагоярви. Перед устьем принимает левый приток из Большого Кукозера.
В Медвежьегорском районе впадает в Сидраозеро (высота устья — 147,9 метра), связанное с Тумасозером, через которое протекает река Сонго. В низовьях имеет ширину 9 метров и глубину 0,6 метра; там же есть три порога.
Протекает по ненаселённой местности. Ближайшие населённые пункты — Пенинга (в 20 км северо-западнее истока) и Маслозеро (в 10 км северо-восточнее устья).
Код водного объекта — 02020001112102000005913.